# Clyporhynchus monolentis
Clyporhynchus monolentis är en plattmaskart som beskrevs av Tor Karling 1947. Clyporhynchus monolentis ingår i släktet Clyporhynchus och familjen Placorhynchidae. Arten är reproducerande i Sverige. Inga underarter finns listade i Catalogue of Life.